# Teónia
A Teónia  név a görög Theonasz férfinév latinosított női párja. Jelentése: Istenhez tartozó.

## Gyakorisága
Az 1990-es években szórványos név, a 2000-es években nem szerepel a 100 leggyakoribb női név között.

## Névnapok
- augusztus 23.[2]